# Feed My Frankenstein
«Feed My Frankenstein» es una canción de Alice Cooper del álbum de 1991 Hey Stoopid, publicada como sencillo en 1992. Su posición más alta en las listas fue el #27 en el Reino Unido, lo que ayudó a que Hey Stoopid alcanzara la posición #4 en ese país. La canción fue coescrita por Mark Manning, cuya banda, Zodiac Mindwarp and the Love Reaction, grabó la versión original para el álbum de 1991 Hoodlum Thunder.
La canción fue incluida en la banda sonora de la película de 1992 Wayne's World.
Para la grabación de la canción fueron invitados los músicos Joe Satriani, Steve Vai, Nikki Sixx y Cassandra Peterson.

## Personal
- Alice Cooper - voz, armónica
- Mickey Curry - batería
- Joe Satriani - guitarra
- Nikki Sixx - bajo
- Steve Vai - guitarra